# Saint-Thomas-la-Garde
Saint-Thomas-la-Garde è un comune francese di 594 abitanti situato nel dipartimento della Loira della regione dell'Alvernia-Rodano-Alpi.

## Società

### Evoluzione demografica
Abitanti censiti